# خدرنق ياباني
خدرنق ياباني (الاسم العلمي: Cheiracanthium japonicum) هو نوع من العنكبوتيات يتبع جنس الخدرنق من الفصيلة العناكب الكيسية.